# Actes de congrès
Pour les articles homonymes, voir Acte.
Dans les milieux académiques, les actes de congrès, actes de conférence ou comptes-rendus de conférence (en anglais conference proceeding) sont le recueil des communications faites lors d’un congrès scientifique et publiées avant ou, le plus souvent, à la suite de ce congrès. Les actes de congrès, traditionnellement publiés sous forme imprimée, peuvent aussi être disponibles sur support numérique ou directement en ligne.  

## Format
Le document constitue les archives des présentations orales faites lors du congrès. Bien qu’ayant physiquement l’allure d’une monographie lorsqu’elles sont en version sur papier, les actes d’une conférence ne constituent pas un texte suivi, mais un ensemble thématique d’articles. Dans certains cas lorsque le sujet des communications est suffisamment uniforme, l’éditeur peut en remanier le contenu afin d’en faire une monographie. Dans ce dernier cas, il ne s’agit plus d’actes de congrès, mais d’une monographie.
Les différents textes sont rassemblés dans les actes et présentés par un ou plusieurs éditeurs intellectuels. La publication de l'ensemble est assurée par l'institution qui a organisé le congrès, ou par une maison d'édition académique.

## Public et sélection
Les actes de congrès s’adressent généralement à un public restreint spécialisé dans un domaine particulier des sciences, tout comme pour le congrès où ils ont été prononcés. Comme les revues scientifiques, ils constituent une forme privilégiée de communication entre les chercheurs d’un domaine scientifique. Toutefois, comme le processus de sélection des communications à un congrès n’est généralement pas aussi rigoureux que l’évaluation par les pairs des revues scientifiques, il en résulte que la rigueur de l’information des actes de congrès n’est pas aussi élevée comparée aux articles des revues. L’avantage des conférences sur les articles de revue scientifique est la rapidité de la diffusion de l’information : la procédure d’arbitrage des revues scientifiques peut en effet être passablement longue.